# Гребен
Гребен (нім. Gräben) — громада в Німеччині, розташована в землі Бранденбург. Входить до складу району Потсдам-Міттельмарк. Складова частина об'єднання громад Цизар.
Площа — 40,29 км2. Населення становить 498 ос. (станом на 31 грудня 2020).